# As Melhores... Até Aqui
As Melhores... Até Aqui é a primeira coletânea musical do cantor e compositor brasileiro Luan Santana, lançado em 10 de junho de 2013 pela Som Livre. É uma compilação de seus maiores sucessos, com músicas dos álbuns Ao Vivo, Ao Vivo No Rio, Quando Chega a Noite,  Te Esperando - EP, versões remixadas e duas participações com as duplas Thaeme e Thiago e Fernando & Sorocaba.

## Faixas
| As Melhores... Até Aqui – Edição padrão |                                            |                                                               |         |  |
| N.º                                     | Título                                     | Compositor(es)                                                | Duração |  |
| 1.                                      | "Te Vivo"                                  | Luan Santana, Thiago Servo                                    | 3:13    |  |
| 2.                                      | "Incondicional"                            | Marcelo Martins, Sérgio Porto, Fernando Assis, Servo, Santana | 3:08    |  |
| 3.                                      | "Nêga"                                     | Santana, Servo                                                | 2:44    |  |
| 4.                                      | "Amar Não é Pecado"                        | Fred, Gustavo, Marco Aurélio, Márcia Araújo                   | 3:33    |  |
| 5.                                      | "Sinais" (Ao Vivo)                         | Luan Santana                                                  | 3:53    |  |
| 6.                                      | "Um Beijo"                                 | Sorocaba                                                      | 3:12    |  |
| 7.                                      | "As Lembranças Vão na Mala" (Ao Vivo)      | Luan Santana                                                  | 3:47    |  |
| 8.                                      | "Everest" (com Fernando & Sorocaba)        | Sorocaba, Servo                                               | 4:07    |  |
| 9.                                      | "Hoje Não!" (com Thaeme & Thiago)          | Servo, Paula Mattos, Silmara Nogueira                         | 2:27    |  |
| 10.                                     | "Química do Amor" (part. Ivete Sangalo)    | Marquinhos Maraial, Allejandro                                | 3:16    |  |
| 11.                                     | "Meteoro" (Ao Vivo)                        | Sorocaba                                                      | 3:37    |  |
| 12.                                     | "Amar não É Pecado" (Remix)                | Fred, Gustavo, Aurélio, Araújo                                | 4:02    |  |
| 13.                                     | "Incondicional" (Remix)                    | Martins, Porto, Assis, Servo, Santana                         | 3:38    |  |
| 14.                                     | "Sogrão Caprichou (inédita)" (faixa bônus) | Bruno Caliman, Márcia Araújo, Gustavo Savatti, Luan Santana   | 2:52    |  |
| 15.                                     | "Te Esperando (inédita)" (faixa bônus)     | Caliman                                                       | 4:05    |  |

| As Melhores... Até Aqui – Edição especial limitada |                                     |                  |         |  |
| N.º                                                | Título                              | Compositor(es)   | Duração |  |
| 16.                                                | "O Amor Coloriu" (Campanha Suvinil) | Caliman, Santana | 3:58    |  |

## Certificação
| País          | Certificação   | Vendas    |
| ------------- | -------------- | --------- |
| Brasil - ABPD | 1× Platina(CD) | 100.000 + |